# Norbert Lorsch
Norbert Lorsch (ur. ok. 1830, zm. krótko przed 28 czerwca 1904 w Brzeżanach) – urzędnik c. i k. w latach 1861, 1862, 1863 actuar w starostwie powiatowym w Trembowli, koncipient w latach 1864, 1865, 1866, komisarz w powiatach nowotarskim w 1867, 1868, tarnowskim w 1870, 1871, łańcuckim w 1872, 1874, mościckim w 1875, 1876, 1877, w brzeżańskim w 1878, 1879, zastępca starosty powiatowego w Buczaczu w 1880 i 1881, potem starosta powiatowy buczacki (m.in. 1882, 1883, 1885, 1886, 1887, 1888), starosta powiatowy horodeński (m.in. 1889, 1890). Honorowy obywatel Buczacza i Jazłowca.
Zmarł w 74 roku życia.